# بادي كريستي
بادي كريستي (بالإنجليزية: Paddy Christie)‏ هو لاعب كرة القدم الغالية أيرلندي، ولد في 1976 في دبلن في جمهورية أيرلندا.